# Krivi Put
Krivi Put – wieś w Chorwacji, w żupanii licko-seńskiej, w mieście Senj. W 2011 roku liczyła 33 mieszkańców.